# Футурама: Гра Бендера

Футурама: Гра Бендера (англ. Futurama: Bender's Game) — третій повнометражний анімаційний фільм, знятий на основі телевізійного серіалу «Футурама». Вийшов 4 листопада 2008 року на DVD та Blu-ray.
«Bender's Game» та три інші DVD-фільми перетворено на п'ятий сезон серіалу, який вийшов в ефір на каналі «Comedy Central» у 2008 році (кожен фільм розбито на 4 серії ефірного сезону). В Україні був уперше показанний на QTV 19 квітня 2011 року.
Назва фільму відсилає на науково-фантастичний роман Орсона Скотта Карда 1985 року Гра Ендера

## Сюжет
Ігноруючи накази професора Фарнсворта щодо економії палива через зростання цін на темну речовину, Ліла використовує "Міжпланетний Експрес", щоб взяти участь у дербі після того, як її образили реднеки. Корабель зазнав аварії, але через лазерну операцію на очах професор лише помічає, що паливо було використано. Щоб покарати Лілу і навчити її керувати гнівом на неї одягнули електронний нашийник. Тимчасом Бендер спостерігає, як К'юберт та Дуайт грають у Dungeons & Dragons зі своїми друзями, але він не може приєднатися до них, оскільки, роботи, нібито, не мають уяви. Після кількох спроб уявити речі, Бендерові вдається уявити себе як середньовічного лицаря на ім'я "Титаніус Англсміт, вигадлива людина Корнувуда" і він вступає в гру.  
Екіпаж дізнається, що мама, яка контролює єдину у світі шахту темної матерії, обмежує постачання з метою збільшення прибутку. Професор повідомляє екіпажу, що працюючи на неї багато років тому, він винайшов спосіб перетворити темну матерію з марної цікавості в пальне зоряного корабля. Процес створив два енергетичні кристали: мама забрала один для собі, а Фарнсворт приховав інший. Якщо два кристали з’єднаються, вони зроблять всю темну матерію непридатною. Фарнсворт забув, де він сховав свій кристал, але його використовують як 12-гранні кістки у дитячій грі. Мама визначає його місцезнаходження і відправляє своїх синів Уолта, Ларрі та Ігнера під виглядом винущувачів сов,  щоб поцупити кристал. Фарнсворт зупиняє їх спробу, пославши на них розлючену сову. Фарнсворт, Фрай та Ліла летять до маминої шахти із кристалом, щоб нейтралізувати темну речовину.

## У ролях
- Біллі Вест у ролі Філіп Дж. Фрай / Фрідо, професор Фарнсворт / Грейфарн, доктор Зойдберг / Монстр, інші
- Кейті Сагал у ролі Ліла / Леєгола
- Джон Дімаджіо у ролі Бендер / Титаніус Ангесміт, Ігнер / Ігнус, інші
- Тресс МакНілл у ролі мама / момон, медсестра, інші
- Моріс ЛаМарш у ролі Уолта / Вальтазара, доктора Персептрона, інші
- Філ Ламарр у ролі Гермес Конрад / Гермафродита, Дуайт Конрад, інші
- Лорен Том у ролі Емі Вонг/Gynecaladriel, інші
- Девід Герман у ролі Ларрі / Ларіус, Роберто / Король замку Вайп, інші
- Кет Сусі у ролі Куберт Фарнсворт, інші
- Френк Уелкер у ролі Нібблер, інші
- Гері Гігакс у ролі самого себе (архівні кадри, зняті з " Антології інтересу I ")
- Річ Літтл у ролі самого себе
- Джордж Такеї у ролі самого себе
- Девід Семюел Коен, Пол Д. Калдер та Данік Томас коментарі на DVD

## Особливості

### Сцена відкриття
Фільм починається з надпису:"Полум’я у вашому телевізорі не є частиною шоу". Мультфільм на екрані - Quasi at the Quackadero. Подібно до попереднього фільму, замість того, щоб корабель врізався у екран, як у звичайному епізоді, він пролітає крізь нього, після чого починається сцена, яка є пародією на мультфільм 1968 року « Жовтий підводний човен». Екіпаж летить по шматочках числа e, потім повертається назад через екран у реальний світ.

## Зовнішні посилання
- Futurama: Bender's Game
- Футурама: Гра Бендера на сайті IMDb (англ.)
- Футурама: Гра Бендера на сайті AllMovie (англ.)
- Futurama: Bender's Game на сайті Rotten Tomatoes (англ.)
- Гра Бендера в Інфосфері.